# Zikmund Pirchan
Zikmund Pirchan; něm. Sigismund Pirchan von Hohenfurth (1389 – 15. června 1472) byl český cisterciácký mnich, v letech 1426-1441 opat vyšebrodského kláštera a následně světící biskup pasovský.

## Život
Zikmund Pirchan se narodil v Rožmberku nad Vltavou v blíže neznámém roce. Stal se mnichem vyšebrodského cisterciáckého opatství a v roce 1420 se spolu s komunitou uchýlil před husitským nebezpečím do Českého Krumlova. Zastával funkci celeráře (tj. měl na starosti hospodářské záležitosti komunity). Po smrti opata Přibyslava v roce 1426 byl zvolen jeho nástupcem. Ve 30. letech 15. století se s komunitou navrátil do Vyššího Brodu.
V letech 1431-1437 se účastnil zasedání Basilejského koncilu. Zde se podílel na volbě vzdoropapeže Felixe V. a po svém návratu do Čech se pokoušel získávat mu přívržence. Poměrně brzy však uznal legitimně zvoleného papeže Evžena IV. a přiznal mu obedienci. Roku 1441 byl jmenován titulárním biskupem salonským a světícím biskupem v Pasově. O rok později abdikoval na úřad vyšebrodského opata a umožnil volbu nového. Zemřel v Lorchu v roce 1472.